# 林家延玉
林家 延玉（はやしや えんぎょく）は、落語家の名跡。

## 初代
初代 林家延玉（生年不詳 - 1874年）は、本名不詳。
文化･文政ころの生まれ、初め初代桂文吾の門下で、三光齋（または桂）源吾を経て、1846年に2代目文吾襲名。講談師の門人となった後、初代林家正三（正翁）の門下で林家圓玉。後に上京し、三遊亭圓生一門の狂言亭圓玉との混同をさけるため、安政時代には三光齋延玉から林家延玉と改名。帰阪後は初代桂文枝の桂派に対抗して川喜派の頭取になった。
音曲を得意とし、「とっちりとん」や「えんかいな節」などの替唄を作り、唄本や刷り物残し発表した。

## 2代目
2代目 林家 延玉（? - 1886年5月17日）は、本名不詳。
幕末の生まれ。1875年ころから初代桂文枝の門下で3代目文吾を襲名。
1880年夏に林家延玉を名乗る。同年秋に再度、文吾になるが、1886年3月に延玉に復帰。また寄席によっては文吾、延玉を使い分けることもあった。あだ名の「山寺」は、大阪市中央区清水町の自宅で「山寺」という看板を掲げて酒商を営んでいたためらしい。
1880年8月、落語取締役に当選。落語研究会を企画したりと活躍したが、初代桂文團治、4代目林家正三と同じく、流行のコレラで死去。墓所は大阪市天王寺区上本町9丁目の壽法寺（別名・紅葉寺）。

### 弟子
- 初代桂小文吾
- 4代目桂文吾
- 2代目桂文三
- 初代桂枝太郎
- 3代目桂文都
- 3代目桂文三
- 桂文屋
- 3代目笑福亭圓笑